# Sen (utwór)
"Sen" – utwór zespołu IRA pochodzący z  albumu 1993 rok. Jest piątym co do długości utworem znajdującym się na płycie, trwa 4 minuty i 37 sekund. Został umieszczony na drugiej pozycji. Utwór skomponował gitarzysta Piotr Łukaszewski, do tekstu wokalisty Artura Gadowskiego. Tekst utworu opowiada o ucieczce w jakieś bezpieczne miejsce.
Na wstępie utworu można usłyszeć wgrany głos publiczności, po czym wchodzą gitary z ostrym i soczystym riffem, i drapieżnym wokalem Gadowskiego. Cały utwór ma ostre, niemalże heavymetalowe brzmienie składające się z melodyjnych riffów, które są połączone z dynamiczną i melodyjną solówką gitarową w wykonaniu gitarzysty Piotra Łukaszewskiego. Utwór Sen jest jednym z najbardziej dynamicznych utworów znajdujących się na płycie.
Utwór był bardzo często grany na koncertach przez zespół, znalazł się także na płycie Live z 1993 roku, gdzie trwa 3 minuty i 19 sekund, i jest znacznie krótszy od wersji studyjnej. Grany był przez zespół do 1995 roku, po czym od momentu reaktywacji nie jest już w ogóle prezentowany na żywo.

## Twórcy
IRA
- Artur Gadowski – śpiew, chór
- Wojtek Owczarek – perkusja
- Piotr Sujka – gitara basowa, chór
- Kuba Płucisz – gitara rytmiczna
- Piotr Łukaszewski – gitara prowadząca

Produkcja
- Nagrywany oraz miksowany: 8 lutego – marzec 1993 w Studio S-4 w Warszawie
- Producent muzyczny: Leszek Kamiński
- Realizator nagrań: Leszek Kamiński
- Montaż płyty: Krzysztof Audycki
- Aranżacja: Piotr Łukaszewski
- Tekst piosenki Artur Gadowski
- Zdjęcia wykonał: Dariusz Majewski
- Projekt graficzny: Zbigniew Majerczyk
- Pomysł okładki: Wojtek Owczarek oraz Marek Maj
- Sponsor zespołu: Mustang Poland